# 축구 문화

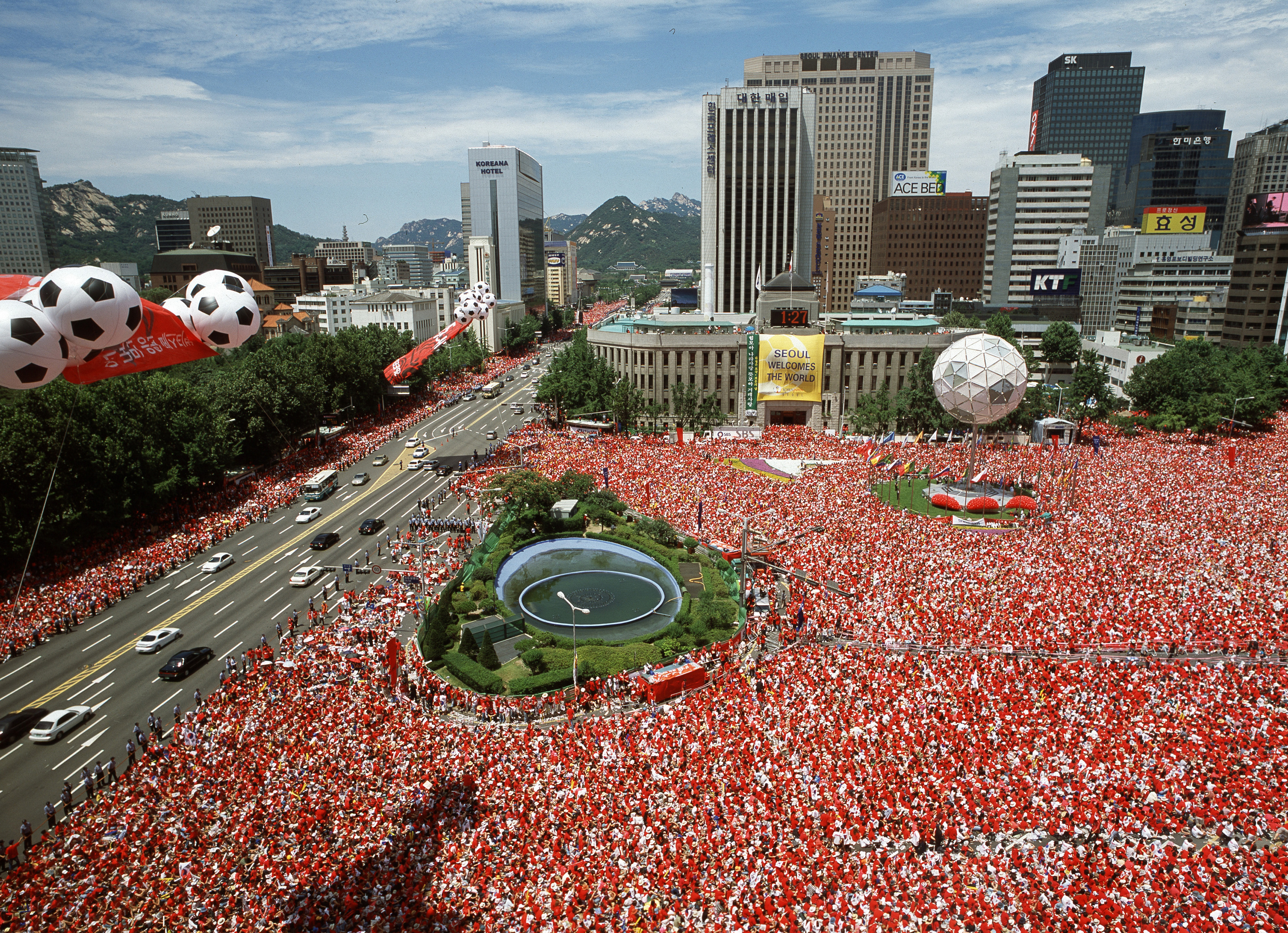
2002년 월드컵 당시 서울광장의 대형 스크린에서 경기를 지켜보는 한국인들

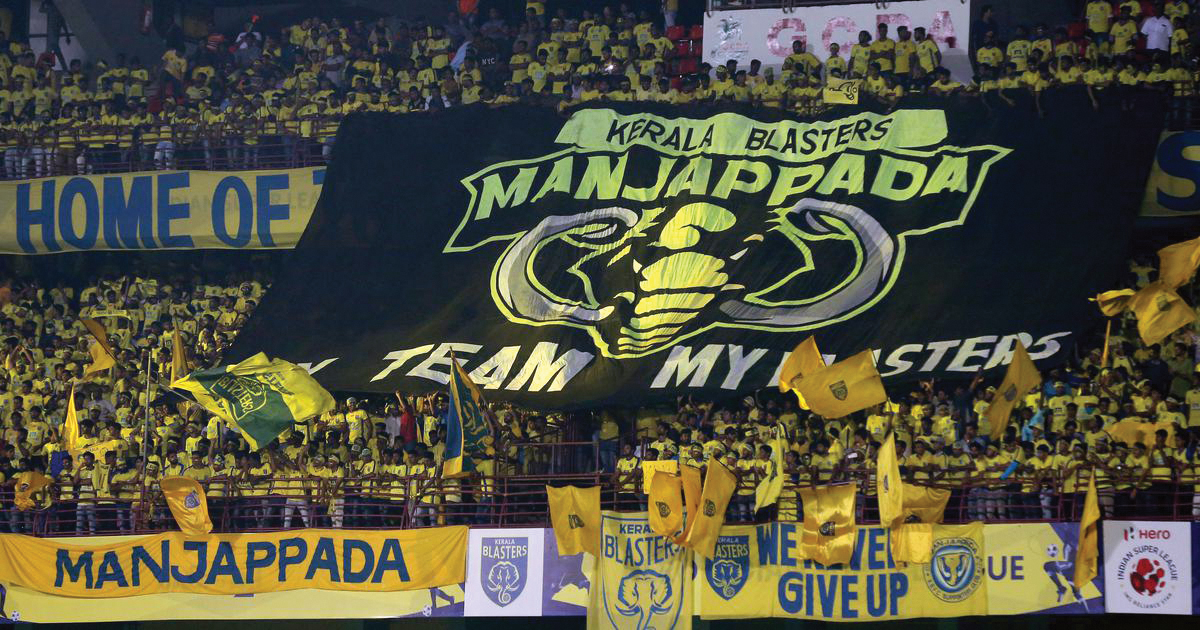
케랄라 블래스터스 FC의 팬들이 인도 슈퍼리그에서 티포를 펼치고 있는 장면

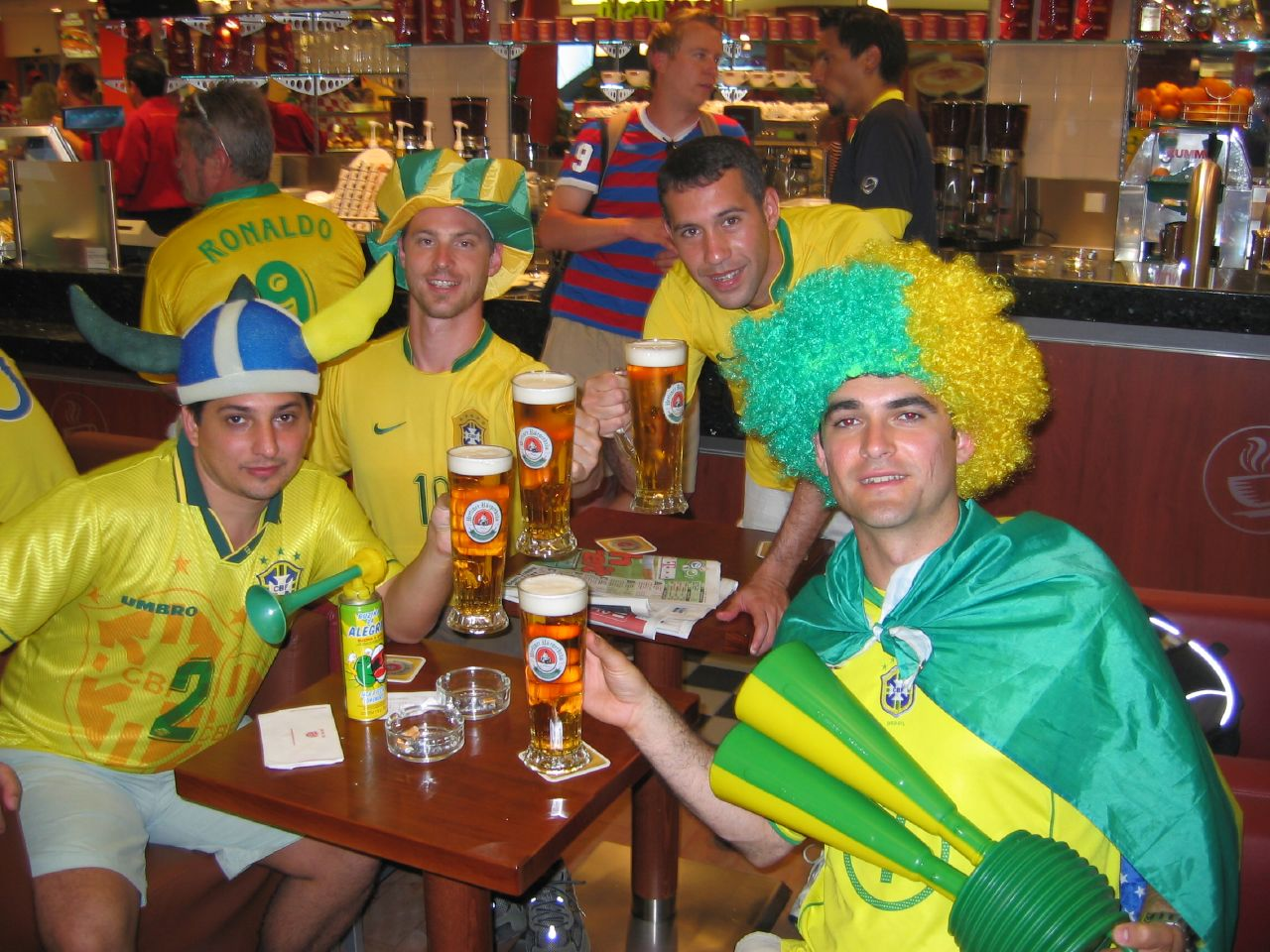
독일 베를린에서 응원하는 브라질 축구 팬

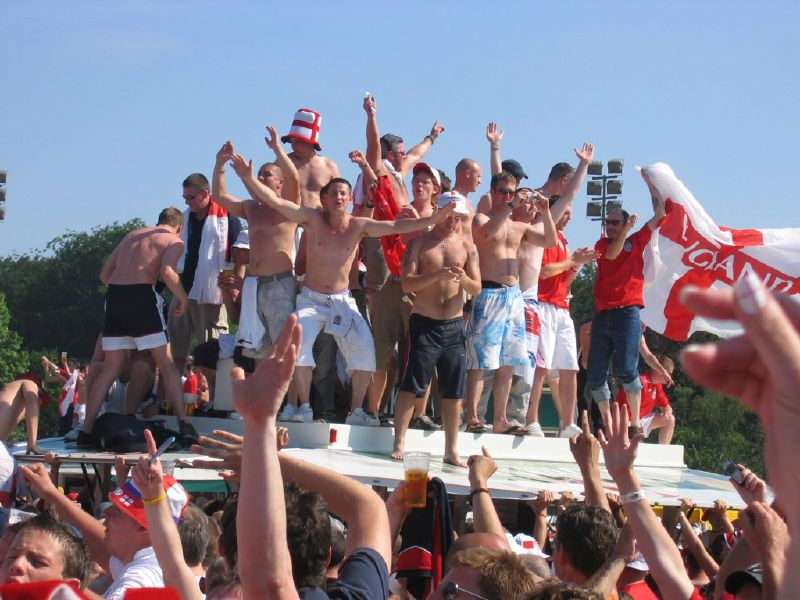
2006년 FIFA 월드컵 당시의 잉글랜드 축구 팬

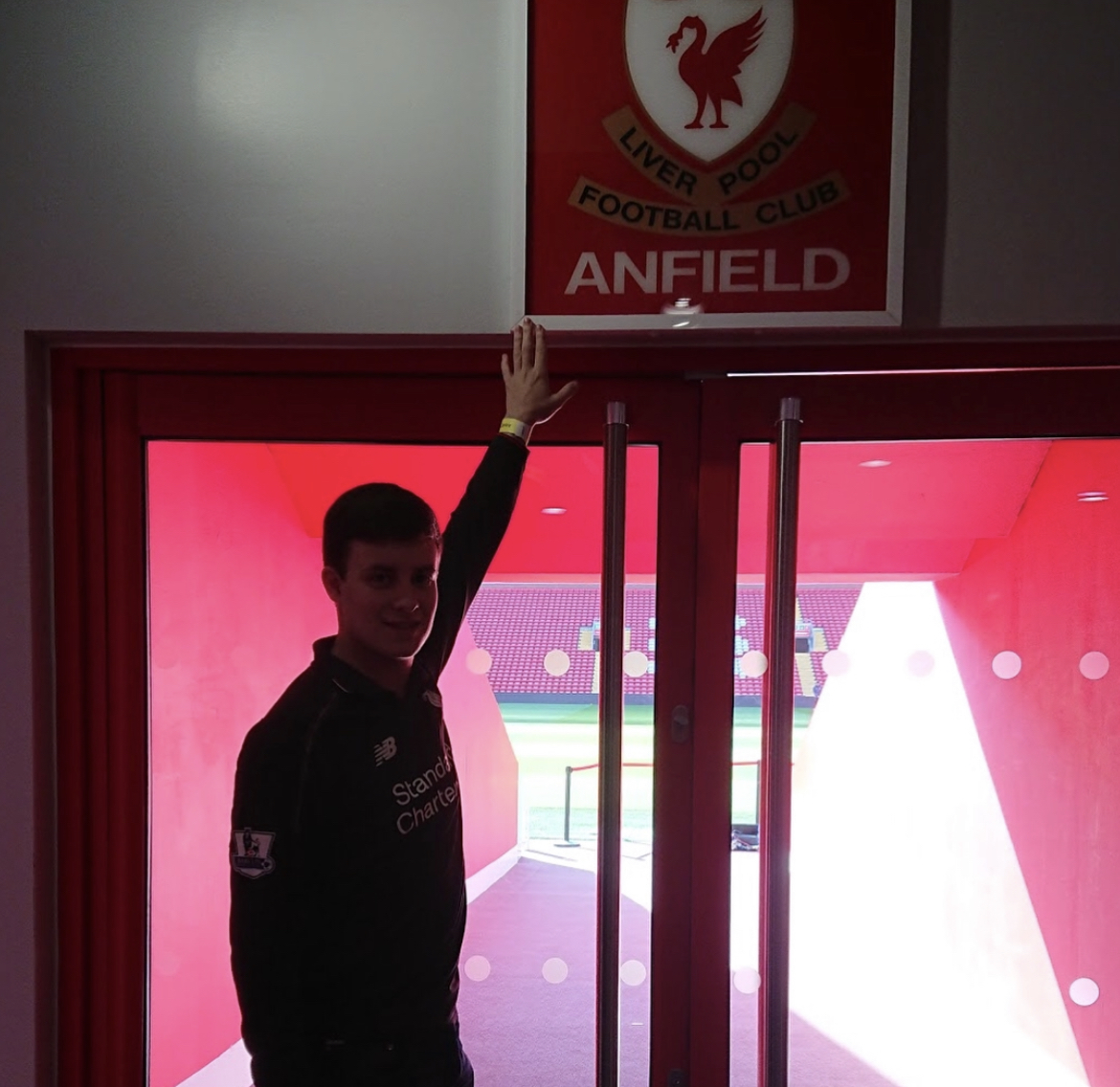
안필드에서 안필드 사인을 들고 있는 축구 팬

축구 문화(蹴球文化)는 스포츠 종목인 축구에 관련된 문화를 말한다. 각 국가마다 축구 관련 문화는 다양하며 그 영향력의 범위와 정도 역시 모두 다르다.
축구는 영국에서 처음 시작되었으며 그 이후로 방대하고 다양한 축구 문화 관련 문화들이 생겨났다. 축구의 문화는 크게 선수, 팬, 구단이 스포츠를 보는 시각으로 나눌 수 있다. 4년마다 개최되는 FIFA 월드컵은 "한 달 간의 전 세계인들 축구 축제"이며, 인디펜던트 "전 세계적으로 엄청난 인기를 얻어 독특하고 보편적인 청중을 확보하고 있다"고 덧붙였다.

## 팬

### 액세서리
유니폼과 스카프(머플러는 축구팬들의 기본 액세서리다.

## 기념

### 유니폼 교환
유니폼 교환은 축구의 유구한 전통이다.

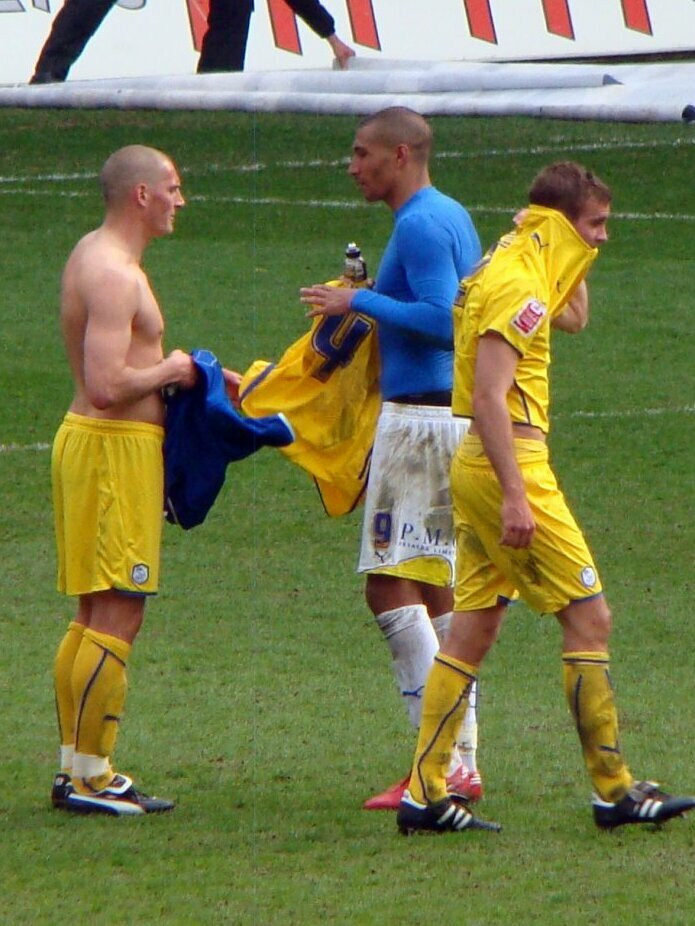
Two players swap shirts after a match in Cardiff, Wales

최초의 유니폼 교환은 1931년 5월 14일 프랑스 축구 대표팀과 잉글랜드 축구 대표팀과의 경기에서 이루어졌다고 알려져 있다.

### 페넌트 교환
경기 전 주장들이 페넌트 교환을 하는 것도 축구계의 유구한 전통이다. 페넌트 교환은 양팀이 서로 존중의 의미로 부여하며 각 팀의 축구 박물관에 전시된다.
이 전통의 정확한 기원은 알 수 없으나 1930년 FIFA 월드컵에서 페넌트 교환이 이루어졌다.

### 스타팅 XI 기념 사진 촬영
경기 전 스타팅 XI 기념 사진 촬영이 이루어 지는데 이 전통은 1863년 원더러스 FC가 최초의 FA컵 대회인 1871–72 FA컵에서 촬영이 있었고 이 후 잉글랜드 전역에 이 전통이 퍼진 것으로 알려져 있다.
1930년 FIFA 월드컵에서도 스타팅 XI  기념 사진 촬영이 이루어졌으며 현재 FIFA 공식 A매치 및 UEFA 챔피언스리그와 같은 공식 클럽대항전에는 스타팅 XI  기념 사진 촬영이 경기 매뉴얼에 포함되어 의무적으로 촬영을 해야한다.
때때로 중요한 대회의 결승전에는 스타팅 XI 기념 사진 촬영이 아니고 선수단 전체 기념 사진 촬영이 이루어 지기도 하는데 그 예로
브라질 축구 국가대표팀의 2002년 FIFA 월드컵 결승전 선수단 전체 기념 사진 촬영이 있으며 2019 UEFA 챔피언스리그 결승전 토트넘 핫스퍼 선수단 전체 기념 사진 촬영이 있다.

### 매치데이 기념 유니폼
매치데이 기념 유니폼은 2000년대 초반에 시작되었으며, FIFA 월드컵 등과 같은 국제 대회에서 경기를 기념하기 위해 선수들이 경기 날짜, 상대팀 국기 등 경기 정보가 새겨진 유니폼을 착용한다.

## 같이 보기
- FIFA 팬페스트